# Palmeiras de Goiás (ort)
Palmeiras de Goiás är en ort i Brasilien.   Den ligger i kommunen Palmeiras de Goiás och delstaten Goiás, i den centrala delen av landet, 240 km sydväst om huvudstaden Brasília. Palmeiras de Goiás ligger 608 meter över havet och antalet invånare är 13 572.
Terrängen runt Palmeiras de Goiás är platt.
Omgivningarna runt Palmeiras de Goiás är huvudsakligen savann. Runt Palmeiras de Goiás är det glesbefolkat, med 11 invånare per kvadratkilometer.